# Liste von Leuchttürmen in Lettland
Die Liste führt die Leuchttürme in Lettland und ähnliche nautische Einrichtungen auf. Sie stehen an der Ostsee, der Irbenstraße und an der Rigaer Bucht. Die Irbenstraße verbindet die Bucht mit der Ostsee. Leuchtturm heißt auf lettisch bāka.

## Hinweise zur Liste
Erfasst sind aktuell betriebene, als Baudenkmal oder gelöschte und weiterhin als Seezeichen erhaltene Leuchttürme von Westen nach Osten.
Einige Navigationseinrichtungen entsprechen nicht der typischen Vorstellung von Leuchttürmen. In sowjetischer Zeit begann man mit vielen Zweckbauten, insbesondere nach strategischen Überlegungen an der Außengrenze. Ein großer Teil dieser Einrichtungen ist nicht mehr in Betrieb und oft verfallen.
Inzwischen dominiert die elektronische Navigation und daher wird die Leistung der traditionellen Leuchttürme zunehmend eingeschränkt. Einige Leuchttürme wurden abgeschaltet, aber als Baken erhalten. (Stand: September 2020)
| Leuchtturm                              | Leuchtturm | Ort, Region                                                 | Positionskordinaten                                    |                                 | Bau                                | Turmhöhe       | Feuerhöhe          | Kennung∡°                                                  | Reichweite                        | UKHO # NGA # LJA #                                   |                 |
| --------------------------------------- | --- | ----------------------------------------------------------- | ------------------------------------------------------ | ------------------------------- | ---------------------------------- | -------------- | ------------------ | ---------------------------------------------------------- | --------------------------------- | ---------------------------------------------------- | --------------- |
| Grenze                                  | Litauen,Bezirk KlaipėdaLettland,Dienvidkurzeme | Litauen,Bezirk KlaipėdaLettland,Dienvidkurzeme              | 56° 4′ N, 21° 4′ O                                     | Ostsee                          |                                    |                |                    |                                                            |                                   |                                                      |                 |
| Pape Papes bāka                         | | Pape, Rucava (deutsch Rutzau), Dienvidkurzeme               | 56° 9′ N, 21° 1′ O                                     | Ostsee                          | 1890 1910                          | 22 m           | 26 m               | Fl.W.3.5s347-172 (175)                                     | 14 sm (25,9 km)                   | C 3386 12052 890                                     | [ 1 ]           |
| Bernāti Bernātu bāka                    | | Bernāti (deutsch Bernaten), Dienvidkurzeme                  | 56° 23′ N, 20° 59′ O                                   | Ostsee                          | 1962                               | 21 m           | 41 m               | Iso.W.4s000-182 (182)                                      | 15 sm (27,8 km)                   | C 3390 12056 885                                     | [ 2 ]           |
| Liepāja Liepājas bāka                   | | Liepāja (deutsch Libau)                                     | 56° 31′ N, 21° 0′ O                                    | Ostsee                          | 1868                               | 33 m           | 32 m               | Iso.W.6s0–180 (180)                                        | 16 sm (29,6 km)                   | C 3396 12060 700                                     | [ A 1 ] [ 3 ]   |
| Akmensrags Akmeņraga bāka               | | Ziemupe (deutsch Seemuppen), Dienvidkurzeme                 | 56° 50′ N, 21° 3′ O                                    | Ostsee                          | 1864 1879 1921 1957                | 37 m           | 38 m               | Fl(2)W.7.5s000-225 (225)                                   | 15 sm (27,8 km)                   | C 3442 12120 680                                     | [ 4 ]           |
| Pāvilosta Mole West Pāvilostas bākas    | | Pāvilosta (deutsch Paulshafen), Dienvidkurzeme              | 56° 54′ N, 21° 10′ O                                   | Ostsee                          | 1901 1938                          | 5 m            | 8 m                | Fl(2)R.3s                                                  | 1 sm (1,9 km)                     | C 3443.5 12135 670                                   | [ 5 ] [ 6 ]     |
| Pāvilosta Mole Ost                      | 56° 54′ N, 21° 10′ O | Pāvilosta (deutsch Paulshafen), Dienvidkurzeme              | Fl(2)G.3s                                              | Ostsee                          | 1901 1938                          | 5 m            | 8 m                | 2 sm (3,7 km)                                              | C 3443.4 12136 675                |                                                      | [ 5 ] [ 6 ]     |
| Pāvilosta Richtfeuer Unterfeuer         | Bild gesucht Die Wikipedia wünscht sich an dieser Stelle ein Bild vom hier behandelten Ort. Weitere Infos zum Motiv findest du vielleicht auf der Diskussionsseite . Falls du dabei helfen möchtest, erklärt die Anleitung , wie das geht. BW | Pāvilosta (deutsch Paulshafen), Dienvidkurzeme              | 56° 53′ N, 21° 10′ O                                   | Ostsee, Saka                    |                                    | 10 m           | 12 m               | Iso.W.3s                                                   | 5 sm (9,3 km)                     | C 3443 12124 660                                     | [ 5 ] [ 6 ]     |
| Pāvilosta Richtfeuer Oberfeuer          | Bild gesucht Die Wikipedia wünscht sich an dieser Stelle ein Bild vom hier behandelten Ort. Weitere Infos zum Motiv findest du vielleicht auf der Diskussionsseite . Falls du dabei helfen möchtest, erklärt die Anleitung , wie das geht. BW | Pāvilosta (deutsch Paulshafen), Dienvidkurzeme              | 56° 53′ N, 21° 10′ O                                   | Ostsee, Saka                    | 15 m                               | 18 m           | C 3443.1 12128 661 | Iso.W.3s                                                   | 5 sm (9,3 km)                     |                                                      | [ 5 ] [ 6 ]     |
| Užava Užavas bāka                       | | Užava (deutsch Hasau), Bezirk Ventspils                     | 57° 13′ N, 21° 25′ O                                   | Ostsee                          | 1869                               | 19 m           | 44 m               | Fl(2)W.10s 340—198 (218)                                   | 15 sm (27,8 km)                   | C 3448 12140                                         | [ 7 ]           |
| Ventspils Mole Süd Ventspils bākas      | | Ventspils (deutsch Windau)                                  | 57° 24′ N, 21° 31′ O                                   | Ostsee                          | 1901 1938                          | 11 m           | 14 m               | Fl(2)G.3s 00.5+(00.5) +00.5+(01.5)                         | 3 sm (5,6 km)                     | C 3452 12160 597                                     | [ 8 ]           |
| Ventspils Mole Nord                     | | Ventspils (deutsch Windau)                                  | 57° 24′ N, 21° 32′ O                                   | Ostsee                          | 1901 1938                          | 11 m           | 14 m               | Fl(2)R.3s 00.5+(00.5) +00.5+(01.5)                         | 4 sm (7,4 km)                     | C 3451 12165 595                                     | [ 8 ]           |
| Ventspils Lotsenturm Loču tornis        | | Ventspils (deutsch Windau)                                  | 57° 24′ N, 21° 32′ O                                   | Ostsee                          | 1934                               | 20 m           | 13,5 m             |                                                            |                                   |                                                      | [ A 2 ] [ 8 ]   |
| Ventspils Richtfeuer Oberfeuer          | Bild gesucht Die Wikipedia wünscht sich an dieser Stelle ein Bild vom Ort mit diesen Koordinaten 57.3956 21.5364 . Motiv: Richtfeuer Oberfeuer Falls du dabei helfen möchtest, erklärt die Anleitung , wie das geht. BW                       | Ventspils (deutsch Windau)                                  | 57° 23′ N, 21° 33′ O                                   | Ostsee                          | 1916 1979                          | 35 m           | 45 m               | Iso.R.3s128-160 (32)                                       | 15 sm (27,8 km)                   | C 3450.1 12152 521                                   | [ 8 ]           |
| Ventspils Richtfeuer Unterfeuer         | Bild gesucht Die Wikipedia wünscht sich an dieser Stelle ein Bild vom Ort mit diesen Koordinaten 57.3947 21.5421 . Motiv: Richtfeuer Unterfeuer Falls du dabei helfen möchtest, erklärt die Anleitung , wie das geht. BW                      | Ventspils (deutsch Windau)                                  | 57° 24′ N, 21° 33′ O                                   | Ostsee                          | 1903 1979                          | 25 m           | 28 m               | Iso.R.3s136-152 (16)                                       | 14 sm (25,9 km)                   | C 3450 12148 520                                     | [ 8 ]           |
| Būšnieki Būšnieku bāka                  | Bild gesucht Die Wikipedia wünscht sich an dieser Stelle ein Bild vom Ort mit diesen Koordinaten 57.46439 21.62066 . Motiv: Būšnieku bāka Falls du dabei helfen möchtest, erklärt die Anleitung , wie das geht. BW                            | Ventspils (deutsch Windau)                                  | 57° 28′ N, 21° 37′ O                                   | Ostsee                          | 1956                               | 26 m           | 70 m?              |                                                            | 15 sm (27,8 km)                   | Ruine                                                | [ A 3 ] [ 9 ]   |
| Ovīši Ovišu bāka                        | | Ovīši deutsch Lyser Ort, Bezirk Ventspils                   | 57° 34′ N, 21° 43′ O                                   | Irbenstraße                     | 1814                               | 33 m           | 38 m               | LFl.W.7,5s 03.0+(04.5)024-256 (232)                        | 15 sm (27,8 km)                   | C 3470 12192 475                                     | [ A 4 ] [ 10 ]  |
| Feuerschiff Irbenski                    | alternative Beschreibung | Lettland                                                    | 57° 51′ N, 21° 27′ O                                   | Irbenstraße                     | 1962                               | 17,5 m         | 17,5 m             | Fl.W000–360 (360)                                          | 12 sm (22,2 km)                   | 1986 ersetzt durch ↓                                 | [ A 5 ] [ 11 ]  |
| Irbenstraße Irbes bāka                  | Bild gesucht Die Wikipedia wünscht sich an dieser Stelle ein Bild vom Ort mit diesen Koordinaten 57.7507167 21.7230417 . Motiv: Leuchtturm Irbenstraße Falls du dabei helfen möchtest, erklärt die Anleitung , wie das geht. BW               | Lettland                                                    | 57° 45′ N, 21° 43′ O                                   | Irbenstraße                     | 1986                               | 37 m           | 35 m               | Fl.W.10s 01.0+(09.0)000–360 (360)                          | 10 sm (18,5 km)                   | C 3474 12194 480                                     | [ A 5 ] [ 11 ]  |
| Miķeļtornis Miķeļbāka                   | | Miķeļtornis (deutsch Pissen), Bezirk Ventspils              | 57° 36′ N, 21° 58′ O                                   | Irbenstraße                     | 1885 1957                          | 56 m           | 59 m               | Fl(2)W.6s087-251 (164)                                     | 14 sm (25,9 km)                   | C 3476 12196 470                                     | [ 12 ]          |
| Sīkrags Sikragciema bāka                | Bild gesucht Die Wikipedia wünscht sich an dieser Stelle ein Bild vom Ort mit diesen Koordinaten 57.657556 22.2159 . Motiv: Sikragciema bāka Falls du dabei helfen möchtest, erklärt die Anleitung , wie das geht. BW                         | Sīkrags (deutsch Salismünd), Bezirk Talsi                   | 57° 39′ N, 22° 13′ O                                   | Irbenstraße                     | 1925 1933 1956                     | 33 m           | 27 m               | Fl.W.3s 01.0+(02.0)064-242 (178)                           | 15 sm (27,8 km)                   | C 3477.3 12204 465                                   | [ A 6 ] [ 13 ]  |
| Slītere Slīteres bāka                   | | Nationalpark Slītere, Bezirk Talsi                          | 57° 38′ N, 22° 17′ O,                                  | Irbenstraße                     | 1849 1999                          | 24 m           | 82 m               | Fl W 6s                                                    | 32 sm (59,3 km)                   | C 3477                                               | [ A 7 ] [ 14 ]  |
| Saunags Saunagciema bāka                | Bild gesucht Die Wikipedia wünscht sich an dieser Stelle ein Bild vom Ort mit diesen Koordinaten 57.72775 22.4511 . Motiv: Saunagciema bāka Falls du dabei helfen möchtest, erklärt die Anleitung , wie das geht. BW                          | Vaide, Bezirk Talsi                                         | 57° 44′ N, 22° 27′ O                                   | Irbenstraße                     | 1954                               | 21 m           | ? m                | ?242°-066° (184)                                           | 9 sm (16,7 km)                    | C 3477.5 460                                         | [ 15 ]          |
| Kap Kolka Kolkas bāka                   | | Kap Kolka (deutsch Kolken), Bezirk Talsi                    | 57° 48′ N, 22° 38′ O                                   | IrbenstraßeRigaischer Meerbusen | 1875 1884                          | 21 m           | 20 m               | Fl(2)W.10s0—360                                            | 10 sm (18,5 km)                   | C 3478 12212 410                                     | [ 16 ]          |
| Ģipka Ģipkas bāka                       | | Ģipka (deutsch Gipken), Bezirk Talsi                        | 57° 34′ N, 22° 39′ O                                   | Rigaischer Meerbusen            | 1954                               | 30 m           | 37 m               | LFl.W.6s 02.0+(04.0)144-314 (170)                          | 15 sm (27,8 km)                   | C 3486 12216 400                                     | [ 17 ]          |
| Roja Molen Rojas bākas                  | | Roja (deutsch Rojen), Bezirk Talsi                          | 57° 31′ N, 22° 49′ O57° 30′ N, 22° 31′ O               | Rigaischer Meerbusen            | 1932 1972                          | 3 m            | 6 m                | Fl.R.3s 00.5+(02.5)Fl.G.3s 00.5+(02.5)                     | 2 sm (3,7 km)                     | C 3489 12224 396C 3489.4 397                         | [ 18 ]          |
| Roja Turm                               | Bild gesucht Die Wikipedia wünscht sich an dieser Stelle ein Bild vom Ort mit diesen Koordinaten 57.5077 22.8092 . Motiv: Rojas bāka Falls du dabei helfen möchtest, erklärt die Anleitung , wie das geht. BW                                 | Roja (deutsch Rojen), Bezirk Talsi                          | 57° 30′ N, 22° 49′ O                                   | Rigaischer Meerbusen            | 1980 2004                          | 18,5 m         | 19,5 m             | F.G. 210°24′-213°30′ F.W.-216°30′ F.R.-219°24′             | W.7 sm (13 km) R.,G.4 sm (7,4 km) | C 197 12224 390                                      | [ 19 ]          |
| Mērsrags Mērsraga bāka                  | | Mērsrags (deutsch Markgrafen), Bezirk Talsi                 | 57° 22′ N, 23° 7′ O                                    | Rigaischer Meerbusen            | 1875                               | 19 m           | 26 m               | Fl.W.5s130-345 (215)                                       | 15 sm (27,8 km)                   | C 3494 12228 375                                     | [ 20 ]          |
| Engure Engures bāka                     | Bild gesucht Die Wikipedia wünscht sich an dieser Stelle ein Bild vom Ort mit diesen Koordinaten 57.1662 23.2287 . Motiv: Engures bāka Falls du dabei helfen möchtest, erklärt die Anleitung , wie das geht. BW                               | Engure (deutsch Angern), Bezirk Tukums                      | 57° 10′ N, 23° 14′ O                                   | Rigaischer Meerbusen            | 1954 1983                          | 19 m           | 26 m               | Kl.(2)W.period 6sfl. 1s, ec. 1sfl. 1s, ec. 3s160-359 (199) | 15 sm (27,8 km)                   | C 3501 12248 345                                     | [ 21 ]          |
| Ragaciems Ragaciema bākas               | | Ragaciems, Bezirk Tukums                                    | 57° 2′ N, 23° 29′ O 57° 2′ N, 23° 29′ O                | Rigaischer Meerbusen            | 1960                               | 30 m           | 37 m               | Iso.W.2s095-330 (235)                                      | 16 sm (29,6 km)                   | C 3502 12252 335                                     | [ A 8 ] [ 22 ]  |
| Buļļuciems Buļļuciema bāka              | | Buļļuciems, Jūrmala (deutsch Riga-Strand)                   | 57° 0′ N, 23° 53′ O                                    | Rigaischer Meerbusen            | 1956                               | 28 m           | 36 m               | Fl.W.5s 01.5+(03.5)071-240 (169)                           | 16 sm (29,6 km)                   | C 3503 12252 330                                     | [ 23 ]          |
| Richtfeuer Baltā baznīca (Weiße Kirche) | | Vecmīlgrāvis (deutsch Alt–Mühlgraben), Riga                 | 57° 2′ N, 24° 5′ O57° 2′ N, 24° 5′ O57° 2′ N, 24° 5′ O | Düna                            | 1931 19641931 1964 2004            | 18 m16 m10,8 m | 20 m13 m12,6 m     | Iso.Or.4s356,9 (1)                                         | 4 sm (7,4 km)                     | C 3547.2 12348 252C 3547.1 12344 251C 3547 12340 250 | [ A 9 ] [ 24 ]  |
| Daugavgrīva Daugavgrīvas bāka           | | Daugavgrīva (deutsch Dünamünde), Riga                       | 57° 4′ N, 24° 1′ O                                     | Rigaischer Meerbusen            | 1721 1856 1863 1915 1921 1945 1956 | 35 m           | 37 m               | FFl.W.4s 00.3+(03.7)035—245 (210)                          | 18 sm (33,3 km)                   | C 3526 12272 075                                     | [ A 10 ] [ 25 ] |
| Mangaļsala Mangaļsalas bāka             | | Mangaļsala (deutsch Magnusholm) jetzt Kronvalda Parks, Riga | 56° 57′ N, 24° 6′ O                                    | früher Rigaischer Meerbusen     | 1863                               | 6 m            |                    |                                                            |                                   |                                                      | [ A 11 ] [ 26 ] |
| Ladini Ladini bāka                      | Bild gesucht Die Wikipedia wünscht sich an dieser Stelle ein Bild vom Ort mit diesen Koordinaten 57.194333 24.35233 . Motiv: Lāču bāka Falls du dabei helfen möchtest, erklärt die Anleitung , wie das geht. BW                               | Saulkrasti (deutsch Neubad), Bezirk Saulkrasti              | 57° 12′ N, 24° 21′ O                                   | Rigaischer Meerbusen            |                                    | 23 m           | 54 m               | 049-208 (159)                                              |                                   | C 3578 070                                           | [ A 12 ] [ 27 ] |
| Lācis Lāču bāka                         | Bild gesucht Die Wikipedia wünscht sich an dieser Stelle ein Bild vom Ort mit diesen Koordinaten 57.4431 24.38816 . Motiv: Lāču bāka Falls du dabei helfen möchtest, erklärt die Anleitung , wie das geht. BW                                 | Liepupe (deutsch Pernigel), Bezirk Limbaži                  | 57° 27′ N, 24° 23′ O                                   | Rigaischer Meerbusen            | 1954                               | 23 m           | 29 m               |                                                            |                                   | C 3583 045                                           | [ A 13 ] [ 28 ] |
| Ķurmrags Ķurmraga bāka                  | | Ķurmrags, Bezirk Limbaži                                    | 57° 32′ N, 24° 22′ O                                   | Rigaischer Meerbusen            | 1924                               | ≤14 m          | ≤14 m              |                                                            | 10 sm (18,5 km)                   |                                                      | [ 29 ]          |
| Vitrupe Grīntāla bāka                   | Bild gesucht Die Wikipedia wünscht sich an dieser Stelle ein Bild vom Ort mit diesen Koordinaten 57.638933 24.378817 . Motiv: Grīntāla bāka Falls du dabei helfen möchtest, erklärt die Anleitung , wie das geht. BW                          | Vitrupe (deutsch Witterbeck), Bezirk Limbaži                | 57° 38′ N, 24° 23′ O                                   | Rigaischer Meerbusen            | 1954                               | 21 m           | 34 m               | Fl.R.4s 01.0+(03.0)350-175 (185)                           | 12 sm (22,2 km)                   | C 3585 12436 40                                      | [ 30 ]          |
| Salacgrīva Salacgrīvas bāka             | | Salacgrīva (deutsch Salismünde), Bezirk Limbaži             | 57° 45′ N, 24° 21′ O                                   | Rigaischer Meerbusen            | 1925 1833 2014                     | 8,40 m         | 12,1 m             |                                                            |                                   |                                                      | [ A 14 ] [ 31 ] |
| Ainaži Ainažu bāka                      | | Ainaži (deutsch Hainasch), Bezirk Limbaži                   | 57° 52′ N, 24° 22′ O                                   | Rigaischer Meerbusen            | 1930                               | 18 m           | 22 m               | Iso.W.4s199-018 (179)                                      | 12 sm (22,2 km)                   | C 3590 12448 001                                     | [ A 15 ] [ 32 ] |
| Grenze                                  | Lettland,Bezirk LimbažiEstland,Pärnu | Lettland,Bezirk LimbažiEstland,Pärnu                        | 57° 53′ N, 24° 21′ O                                   | Rigaischer Meerbusen            |                                    |                |                    |                                                            |                                   |                                                      |                 |

Anmerkungen
1. ↑  am Handelskanal (lettisch Tirdzniecības kanāls)
2. ↑  stillgelegt, 20 m hoch mit einer Galerie. Eine Laterne war unterhalb der Galerie in 13,5 m Höhe am Turm montiert; sie ist nicht mehr vorhanden.
3. ↑  Es war ein ehemaliges Aufklärungs- und Navigationsobjekt der Sowjetarmee. Die Ruine ist jetzt mit einem grünen Netz verkleidet.
4. ↑  Der älteste funktionierende Leuchtturm in Lettland
5. ↑  Der Leuchtturm ersetzte das an dieser Position von 1962 bis 1985 liegende das Feuerschiff „Ирбенский“ (Irbenski).
  - The last Russian Lightship on the Baltic Sea. In: plavmayak.ru. Abgerufen am 28. August 2020 (englisch).
6. ↑  Es ist unklar, ob in den Quellen der alte Leuchtturm oder der Ersatz beschrieben ist. Der alte Leuchtturm ist seit Anfang 1960 nicht mehr in Betrieb, er wurde durch eine Richtfeuerlinie ersetzt.
7. ↑  Der seit 1999 stillgelegte Leuchtturm liegt über 5 km von der Küste entfernt. Schon früher diente der „Blaue Berg“, auf dem er steht, den Seeleuten als Landmarke.
8. ↑  Ragaciems hat einen historischen (vorne am Strand) und einen modernen (roten) Leuchtturm. Die technischen Angaben beziehen sich auf den neuen Turm.
9. ↑  Der auffällig weiße Kirchturm der traditionellen Kirche der Fischer markiert in Verbindung mit zwei in Richtung Fluss stehenden Baken die Zufahrt aus Richtung obere Düna. Die oberste Leuchte ist im Dach des Kirchturms.
10. ↑  deutsch Leuchtturm Dünamünde
11. ↑  Ehemaliges Leuchtfeuer auf der Ostmole der Dünamündung. Es war bis 1998 in Betrieb und wurde von einem 7 m hohen Metallturm ersetzt. Jetzt als Baudenkmal im Park aufgestellt
12. ↑  Gitterturm mit weißer und schwarzer Lattenverkleidung. Keine Leuchtsignale mehr, nur noch als Tageslichtbake und Antenne genutzt.
13. ↑  Seit 2015 nur noch unbefeuerte Navigationsmarkierung
14. ↑  Der Leuchtturm ist seit 30 Jahren nicht mehr in Betrieb und wurde außerhalb des Hafengebiets wieder aufgebaut, um an seinem ursprünglichem Standort Lagermöglichkeiten zu schaffen
15. ↑  Nördlichster Leuchtturm Lettlands